# Массовое убийство военнопленных в Селайне (Юта)
Массовое убийство военнопленных в Юте (также известное как Полуночная резня) произошло после безоговорочной капитуляции Германии в полночь 8 июля 1945 года в лагере для итало-немецких военнопленных в Селайне, штат Юта. Девять немецких военнопленных были убиты и девятнадцать ранено американским рядовым Кларенсом В. Бертуччи, который находился на действительной службе в лагере. После вечерней прогулки Бертуччи вернулся в лагерь около полуночи, чтобы приступить к своему ночному дежурству на сторожевой вышке. На вышке он зарядил пулемёт Браунинга M1917 и начал стрелять по палаткам спящих пленников. После расстрела он сказал, что «ненавидел немцев, поэтому убивал немцев». Шесть немцев были убиты на месте, двое скончались в больнице Селайны, один умер в армейском госпитале, девятнадцать были ранены.
Жертвы инцидента были похоронены со всеми воинскими почестями на кладбище Форт-Дуглас. Раненых заключенных отправили обратно в Германию после того, как они были достаточно здоровы, чтобы передвигаться. После резни Бертуччи был взят под стражу без особого сопротивления. Его обследовали в течение нескольких недель, прежде чем врачи определили, что он психически неуравновешен. Он был признан невменяемым и был помещен в госпиталь.
Этот расстрел представляет собой крупнейшее убийство вражеских военнопленных в Соединенных Штатах во время Второй мировой войны. В 2016 году в лагере Селайны был открыт музей.